# Белорусско-словенские отношения
Белору́сско-слове́нские отноше́ния — двусторонние дипломатические отношения между Республикой Беларусь и Республикой Словения. Между странами подписано 9 соглашений.
В настоящее время, дипломатическое присутствие Белоруссии в Словении осуществляется через Посольство Белоруссии в Австрии (в 2008—2019 годах эту функцию выполняло Посольство Белоруссии в Венгрии), а присутствие Словении в Белоруссии — через Посольство Словении в России.

## Общая характеристика стран
|                                         | Белоруссия            | Словения              |
| --------------------------------------- | --------------------- | --------------------- |
| Площадь (км²)                           | 207 600               | 20 271                |
| Столица                                 | Минск                 | Любляна               |
| Население (чел.)                        | 9 349 645             | 2 119 000             |
| Государственное устройство              | унитарное государство | унитарное государство |
| Объём ВВП по ППС (млрд долл.)           | 189,4                 | 82,35                 |
| Численность вооружённых сил (чел.)      | 45 000—45 350         | 6321—6950             |
| Военный бюджет (млрд долл.)             | 0,616                 | 0,606                 |
| Выплавка стали (млн т/год)              | 2,2                   | —                     |
| Производство цемента (млн т/год)        | 3,1                   | 1,2                   |
| Производство электроэнергии (тВт·ч/год) | 38,7                  | —                     |

## История
Дипломатические отношения между странами установлены 23 июля 1992 года.
В 2009—2010-х и 2016—2017 годах министр иностранных дел Белоруссии и министр иностранных дел Словении обменялись визитами. Приобрели регулярный характер консультации заместителей министров иностранных дел и заседаний Белорусско-словенской комиссии по торгово-экономическому и научно-техническому сотрудничеству.
В 2016 году почётный консул Белоруссии в Словении, руководитель компании «Riko» (она заключила более 40 контрактов с белорусскими государственными предприятиями на сумму более 310 миллионов евро), Янез Шкрабец, приступил к исполнению своих обязанностей.
Однако, в 2021 году Словения потребовала от него признать нарушение прав человека и фальсификацию на Президентских выборах в Белоруссии 2020 года, на что Шкрабец ответил отказом, и был отозван с поста почётного консула.
Также Словения обвинила Янеза в «лоббировании интересов белорусского режима» и «блокировании санкций со стороны Европейского союза». Глава кабинета представителей Светланы Георгиевны Тихановской назвал закрытие почётного консульства «шагом на пути возвращения справедливости и законности в Беларуси».
20 октября 2020 года министр иностранных дел Белоруссии Елена Николаевна Купчина и государственный секретарь Министерства иностранных дел Словении Драголюба Бенчина обсудили существующие и запланированные совместные инвестиционные проекты, программу оздоровления белорусских детей в Словении, культурное сотрудничество, вопросы взаимодействия по линии Белоруссия и Европейский союз, отметив высокий уровень двустороннего взаимодействия и сотрудничества, в том числе в международных организациях.

## Торгово-экономические отношения
По словам Министерства иностранных дел Белоруссии, «белорусско-словенское экономическое взаимодействие характеризуется растущим интересом деловых сообществ двух стран к налаживанию устойчивых и взаимовыгодных деловых контактов». Внешнеполитическое ведомство страны считает приоритетными направлениями сотрудничества в ближайшее время энергетику, строительство, машиностроение, сельское хозяйство, электросвязь и туризм.
Заместитель министра иностранных дел Белоруссии, Валерий Иосифович Воронецкий, заявил на первом заседании Белорусско-словенской комиссии по торгово-экономическому и научно-техническому сотрудничеству, состоявшемся в 2011 году, о том, что работа последней будет иметь определяющее значение в развитии торгово-экономических отношений двух стран.
По его словам, товарооборот между странами в 2010 году составил 80,2 миллиона долларов (увеличился на 19,4 % по сравнению с 2009 годом), из которых белорусский экспорт составлял 8,8 миллиона долларов (увеличился на 17 %). Объём взаимной торговли за январь—март 2011 года составил 6,5 миллиона долларов (увеличился на 12,3 % по сравнению с тем же периодом в 2010 году), из них белорусский экспорт — 2,5 миллиона (увеличился на 31,8 %).
Основными товарами белорусского экспорта являются металлокорд, химические волокна, электрооборудование для зажигания и пуска двигателей внутреннего сгорания и поликарбоновые кислоты, а словенского — лекарственные средства, краски, лаки, пища, полуацетали, полиэфиры, эпоксидная смола, станки для металлообработки.
Министр иностранных дел Словении Владимир Гаспарич, в свою очередь, выразил надежду, «что в будущем страны смогут нарастить товарообмен и вывести его на более высокий уровень», так как «экономическое сотрудничество между странами довольно скромное и не раскрывает всех возможностей».

## Сотрудничество в гуманитарной сфере
С 2012 года группы белорусских детей, пострадавших при аварии на Чернобыльской атомной электростанции, ежегодно проходят оздоровление в курортах на словенском побережье Адриатического моря в рамках проекта, реализуемого фондом «ITF Enhancing Human Security» и Красным крестом Словении при поддержке Министерства иностранных дел Словении. Сотрудничество в этой сфере осуществляется в соответствии с межправительственным соглашением об условиях оздоровления белорусских несовершеннолетних граждан в Словении.

## Сотрудничество в области культуры
Многие известные белорусские музыкальные коллективы, такие как Государственный камерный оркестр Республики Беларусь и государственный ансамбль танца «Хорошки», выступали на Люблинском фестивале.
Также установлено сотрудничество между театрами двух стран. Так, словенские театральные коллективы неоднократно участвовали в белорусских театральных фестивалях, а белорусские коллективы успешно гастролируют по Словении.

## Сотрудничество в области науки и образования
Установлены контакты между Национальной библиотекой Беларуси и Национальной и университетской библиотекой Словении. Действует соглашение о сотрудничестве между Институтом бизнеса и менеджмента технологий Белорусского государственного университета и экономическим факультетом Люблянского университета.

## Членство в международных организациях
Белоруссия и Словения совместно состоят во многих международных организациях. Ниже представлена таблица с датами вступления государств в эти организации.
|                                                   | Белоруссия | Словения |
| ------------------------------------------------- | ---------- | -------- |
| ООН                                               | 1945       | 1991     |
| МАгАтЭ                                            | 1957       | 1992     |
| ОБСЕ                                              | 1992       | 1992     |
| МВФ                                               | 1992       | 1992     |
| МБРР                                              | 1992       | 1993     |
| ВТО/СТС                                           | 1993       | 1992     |
| Международное бюро выставок                       | 1951       | —        |
| МОТ                                               | 1954       | —        |
| ВОИС                                              | 1967       | —        |
| Энергетическая хартия                             | 1991       | —        |
| ЕБРР                                              | 1992       | —        |
| ИСО                                               | 1993       | —        |
| Всемирная организация по охране здоровья животных | 1994       | —        |
| МПС                                               | 1995       | —        |
| МОМ                                               | 2005       | —        |